# La Merlatière
La Merlatière és un municipi francès situat al departament de Vendée i a la regió de País del Loira. L'any 2007 tenia 721 habitants.

## Demografia

### Població
El 2007 la població de fet de La Merlatière era de 721 persones. Hi havia 271 famílies de les quals 56 eren unipersonals (32 homes vivint sols i 24 dones vivint soles), 110 parelles sense fills, 101 parelles amb fills i 4 famílies monoparentals amb fills.
La població ha evolucionat segons el següent gràfic:
Habitants censats

### Habitatges
El 2007 hi havia 305 habitatges, 283 eren l'habitatge principal de la família, 11 eren segones residències i 11 estaven desocupats. 300 eren cases i 3 eren apartaments. Dels 283 habitatges principals, 224 estaven ocupats pels seus propietaris i 59 estaven llogats i ocupats pels llogaters; 6 tenien dues cambres, 48 en tenien tres, 73 en tenien quatre i 156 en tenien cinc o més. 217 habitatges disposaven pel capbaix d'una plaça de pàrquing. A 113 habitatges hi havia un automòbil i a 159 n'hi havia dos o més.

### Piràmide de població
La piràmide de població per edats i sexe el 2009 era:
| Homes | Edats   | Dones |
| ----- | ------- | ----- |
| 0     | 95 o +  | 0     |
| 0     | 90 a 94 | 0     |
| 0     | 85 a 89 | 4     |
| 0     | 80 a 84 | 4     |
| 8     | 75 a 79 | 4     |
| 12    | 70 a 74 | 8     |
| 36    | 65 a 69 | 32    |
| 4     | 60 a 64 | 20    |
| 8     | 55 a 59 | 8     |
| 16    | 50 a 54 | 4     |
| 36    | 45 a 49 | 32    |
| 12    | 40 a 44 | 24    |
| 32    | 35 a 39 | 20    |
| 20    | 30 a 34 | 20    |
| 48    | 25 a 29 | 36    |
| 24    | 20 a 24 | 24    |
| 16    | 15 a 19 | 16    |
| 12    | 10 a 14 | 12    |
| 8     | 5 a 9   | 20    |
| 12    | 0 a 4   | 16    |

## Economia
El 2007 la població en edat de treballar era de 479 persones, 403 eren actives i 76 eren inactives. De les 403 persones actives 381 estaven ocupades (207 homes i 174 dones) i 21 estaven aturades (5 homes i 16 dones). De les 76 persones inactives 29 estaven jubilades, 32 estaven estudiant i 15 estaven classificades com a «altres inactius».

### Ingressos
El 2009 a La Merlatière hi havia 325 unitats fiscals que integraven 833,5 persones, la mediana anual d'ingressos fiscals per persona era de 16.778 €.

### Activitats econòmiques
Dels 28 establiments que hi havia el 2007, 1 era d'una empresa alimentària, 3 d'empreses de fabricació d'altres productes industrials, 5 d'empreses de construcció, 6 d'empreses de comerç i reparació d'automòbils, 3 d'empreses d'hostatgeria i restauració, 1 d'una empresa d'informació i comunicació, 3 d'empreses financeres, 1 d'una empresa immobiliària, 3 d'empreses de serveis i 2 d'empreses classificades com a «altres activitats de serveis».
Dels 7 establiments de servei als particulars que hi havia el 2009, 1 era un taller de reparació d'automòbils i de material agrícola, 1 guixaire pintor, 4 fusteries i 1 restaurant.
L'any 2000 a La Merlatière hi havia 25 explotacions agrícoles que ocupaven un total de 1.241 hectàrees.

## Equipaments sanitaris i escolars
El 2009 hi havia una escola elemental.

## Poblacions més properes
El següent diagrama mostra les poblacions més properes.